# Resíduo industrial
Resíduo industrial, vulgarmente chamado de lixo industrial, é o resíduo proveniente de processos produtivos industriais. É muito variado o processo de produção industrial o que gera grande variedade de resíduos sólidos, líquidos e gasosos. Diferentes são as indústrias e também os processos por elas utilizados e assim os dejetos resultantes. Alguns podem ser reutilizados ou reaproveitados. Muito do refugo das indústrias alimentícias são utilizados como ração animal. Por outro lado, o das que geram material químico são bem menos aproveitados por apresentarem maior grau de toxicidade, elevado custo para reaproveitamento (reciclagem), exigindo, às vezes, o uso de tecnologia avançada para tal.
A liberação de resíduos ou produtos “não-necessários” da indústria para o ambiente pode causar a poluição do ar, da água e do solo. 
No Brasil a indústria reduziu consideravelmente a poluição do ar, porém o descarte indevido e ilegal em locais clandestinos tem provocado uma considerável poluição do solo e contaminando as águas de superfícies, bem como as subterrâneas, os lençóis freáticos. 
Um exemplo disso é o "Lixão do Mantovani" na região de Campinas, local que há anos recebeu resíduos das industrias e, principalmente, os Classe I - Perigosos, conforme especifica a NBr 10.004 da ABNT - Associação Brasileira de Normas Técnicas. 
Este tipo de poluição industrial é um dos grandes problemas atuais e as soluções técnicas adequadas dependem de cada caso e é estudada por engenheiros da área química, ambiental ou sanitária.

## A fração orgânica nos Resíduos Industriais[1]
Os Resíduos industriais tem sua composição variável dependendo do tipo de processo, e por isso necessitam de coleta distinta dos Resíduos sólidos urbanos. Pela lógica é sempre mais prudente que os diferentes tipos de resíduos sólidos da indústria não sejam misturados, e muito menos que um resíduo industrial sólido seja misturado a um líquido, a fim de que se torne possível aproveitar o potencial de reciclo de cada um de seus tipos. São nos resíduos sólidos das indústrias de alimentos e agroindústrias que a fração orgânica tem maior representatividade, e se a segregação for feita no local de origem, torna-se possível o reaproveitamento dessa fração orgânica, seja energicamente via biometanização para a produção biogás e adubo orgânico, ou uso na ração animal.
Dependendo do tipo de processo industrial, pode ocorrer a geração de resíduo contendo substâncias carcinogênicas, tóxicas, metais pesados e patógenos que, se misturados com as águas resíduarias ou outros resíduos sólidos de outros processos, podem contaminar todo o resíduo resultante.
Existem processos em que o resíduo sólido gerado tem natureza orgânica, mas durante seu processamento foi adicionado algum produto que contivesse metais pesados, o que inviabilizaria o seu reaproveitamento. Um exemplo é o que acontece com a industria de couro, que utiliza o cromo no final do processo de curtimento e faz com que este termine contaminando as raspas de pele. Nesse caso é possível realizar a lavagem deste resíduo sólido contaminado com cromo com taxas de remoção de 30 – 60 +- 5 %, para posteriormente realizar a decomposição anaeróbia, e então prosseguir com a compostagem  ou se fazer a humificação com a vermicompostagem, que pode aumentar a taxa de retirada de Cr via complexação.
Outra fonte de matéria orgânica da indústria vem das indústrias e manufaturas que processam madeira, geram serragem que, se isenta de contaminantes como solventes e adesivos, pode ser incorporada a um biodigestor anaeróbio para geração de biogás ou compostagem/vermicompostagem como uma rica fonte de carbono.